# Elymiotis
Elymiotis is een geslacht van vlinders van de familie tandvlinders (Notodontidae).

## Soorten
- E. alata Druce, 1890
- E. ancora Felder, 1874
- E. attenuata Walker, 1858
- E. audax Druce, 1901
- E. boisil Schaus, 1928
- E. complicata Dognin, 1909
- E. corana Schaus, 1928
- E. cretosa Dognin, 1908
- E. donatian Schaus, 1928
- E. glaucula Draudt, 1932
- E. longara Cramer-Stoll, 1791
- E. lupicina Schaus, 1928
- E. morana Schaus, 1928
- E. notodontoides Walker, 1857
- E. plechelm Schaus
- E. purpurascens Butler